# Comté de McCook
Pour les articles homonymes, voir McCook.
Le comté de McCook est un comté situé dans l'État du Dakota du Sud, aux États-Unis. En 2010, sa population est de 5 618 habitants. Son siège est Salem.

## Histoire
Créé en 1873, le comté est nommé en l'honneur d'Edwin S. McCook, général durant la guerre de Sécession et secrétaire du territoire du Dakota.

## Villes du comté
- Cities :
  - Bridgewater
  - Canistota
  - Montrose
  - Salem
  - Spencer

## Démographie
Selon l'American Community Survey, en 2010, 96,39 % de la population âgée de plus de 5 ans déclare parler l'anglais à la maison, 1,46 % l'espagnol, 1,33 % l'allemand et 0,82 % une autre langue.
| 1880  | 1890  | 1900  | 1910  | 1920  | 1930   |
| ----- | ----- | ----- | ----- | ----- | ------ |
| 1 283 | 6 448 | 8 689 | 9 589 | 9 990 | 10 316 |

| 1940  | 1950  | 1960  | 1970  | 1980  | 1990  |
| ----- | ----- | ----- | ----- | ----- | ----- |
| 9 793 | 8 828 | 8 268 | 7 246 | 6 444 | 5 688 |

| 2000  | 2010  | - | - | - | - |
| ----- | ----- | - | - | - | - |
| 5 832 | 5 618 | - | - | - | - |